# Vega Paulsson
Vega Ingegärd Paulsson, född 29 mars 1922 i Hällnäs vid Vindelälven, död 22 januari 1990 i Vilhelmina, var en svensk målare och textilkonstnär. 
Hennes konst består av motiv med religiös innebörd, landskapsbilder från fjällvärlden mot norska gränsen utförda i olja samt textilkonst med arbeten i hårgarnsmosaik. Paulsson är representerad vid Bygdegårdarnas Riksförbund och ett flertal landsting och kulturnämnder i Sverige. Hon är begravd på Volgsjö kyrkogård i Vilhelmina.